# Nicolas de Montreux
Nicolas de Montreux (* 1561; † 11. Oktober 1608) war ein französischer Schriftsteller.

## Leben und Werk
Nicolas de Montreux entstammte dem Adel der Provinz Maine. Er wurde Priester und war als Bibliothekar und Geschichtsschreiber im Dienste von Philippe-Emmanuel de Lorraine, Herzog von Mercœur. Er kämpfte auf Seiten der katholischen Liga, schloss sich aber 1598 dem König an und war bis zu seinem Tod 1608 Pfarrer in Barenton (östlich des Mont-Saint-Michel).
Unter dem Pseudonym Olenix du Mont-Sacré (Anagramm seines wirklichen Namens) schrieb er zahlreiche literarische Werke. Im Alter von 16 Jahren veröffentlichte er bereits eine Fortsetzung des Amadis-Romans. Dann schrieb er unter dem Titel Les Bergeries de Juliette in 5 Bänden (erschienen von 1585 bis 1598) den ersten französischen Schäferroman, bevor Honoré d’Urfé das Genre ab 1607 mit L’Astrée zur Vollendung brachte. Der Roman wurde ins Englische und Deutsche übersetzt. Montreux’ 3 Schäferspiele wurden in neuester Zeit kritisch herausgegeben. Besondere Aufmerksamkeit kommt darunter der Diane (1594) zu, die in die Nähe von Shakespeares Sommernachtstraum gerückt wurde. Neben weiterer Prosa schrieb Montreux noch 3 Tragödien und eine Komödie sowie christliche Lyrik, Geschichte, Theologie und Philosophie. Frank Lestringant nannte ihn einen Schriftsteller von schwindelerregender Fruchtbarkeit (vertigineuse fécondité).

## Werke

### Romane und Erzählungen
- Seiziesme livre d’Amadis de Gaule, traictant les plusque humaines & admirables prouësses & amours des invincibles & incomparables princes Spheramonde & Amadis d’Astre, mis en lumiere françoise par Nicolas de Montreux. Jean Poupy, Paris 1577.
- Le livre des Bergeries de Julliette, auquel par les amours des bergers et bergères l’on void les effects différents de l’amour, avec cinq histoires comiques racontées en cinq journées par cinq bergères et plusieurs échoz, énigmes, chansons, sonnets, élégies et stances, ensemble une pastoralle en vers françois à l’imitation des Italiens de l’invention d’Ollenix du Mont-Sacré. 5 Bde. G. Beys, Paris 1585–1598.
  - (deutsch) Die Schäffereyen Von der schönen Juliana. Das ist: Von den Eygenschafften unnd ungleichen Würckungen der Liebe, ein herzliches Gedicht in Gestalt einer History von etlichen Schäffern vnd Schäfferinnen auch andern Personen/ gantz künstlich/ mit vielen lieblichen Reymen/ Rähterschen Liedern/ und andern Poetischen Gedichten/ alle gleichen Inhalts/ außgetruckt/ und erstlich in fünff Tag/ deren jeder sein eygne History hat/ abgetheilt ans Liecht gegeben durch Ollenicem du Mont-Sacré, einen Maynischen Edelmann. Nun aber auß dem Frantzösischen in Teutsch gebracht durch F. C. von Borstel. 5 Bde. Rosa, Franckfurt am Mayn 1604–1617.
  - (französischer Auszug) L’Arcadie françoise de la nymphe Amarille, tirée des Bergeries de Juillette d’Ollenix du Mont-Sacré, où par plusieurs histoires et sous noms de bergers, sont déduits les amours de plusieurs seigneurs et dames de la cour. G. et A. Robinot, Paris 1625.
  - (deutscher Auszug) Schatzkammer Von allerley der schönsten, zierlichsten, außbündigsten Orationen, Sendbrieffen, Gesprächen, Discursen, Glückwünschungen, Dancksagungen, Vermahnungen, und dergleichen Auß den Fünff Büchern der Schäffereyen, von der schönen Juliana, zusammen gezogen. Zetzner, Straßburg 1617.
- Oeuvre de la Chasteté, qui se remarque par les diverses fortunes, adventures, et fidelles amours de Criniton & Lydie. Saugrain, Paris 1595. 
  - Les Amours de Criniton et Lydie. Par lesquelles se remarque la perfection de la vertu de chasteté. Saugrain, Paris 1601.
- Les Amours de Cléandre et Domiphille. Par lesquelles se remarque la perfection de la vertu de chasteté. Buon, Paris 1597.
- Les Chastes et délectables jardins d’amour, semez de divers discours et histoires amoureuses. Perier, Paris 1599.

### Tragödie. Komödie
- Cleopatre. Tragédie, par Olenix du Mont-Sacre, gentil-homme du Mayne. 1592.
- Isabelle. Tragédie. 1595.
- La Sophonisbe. Tragédie. Petit Val, Rouen 1601.
  - La Sophonisbe. Tragédie. Hrsg.  Donald Stone, Jr. Droz, Genf 1976.
- Joseph le Chaste. Comédie. Petit Val, Rouen 1601.

### Schäferspiel
- Athlette. Pastourelle ou fable bocagère. G. Beys, Paris 1585. Lyon 1592.
- La Diane. Pastourelle ou fable bocagère. 1594.
  - (französisch und englisch) Diane 1594. With an edition of the French text. Hrsg. Richard Hillman. Presses universitaires François-Rabelais, Tours 2019.
- L’Arimene, ou Berger desespere. Pastorale. Saugrain, Paris 1597.
- Pastorales. Hrsg. Mathilde Lamy-Houdry. Classiques Garnier, Paris 2020. (kritische Ausgabe der drei Schäferspiele, mit Literatur)

### Christliche Dichtung, Theologie und Philosophie
- Les Premières oeuvres poétiques chrestiennes et spirituelles de Olenix du Mont-Sacré, divisées en sonnets en forme d'oraison en plaintes chrestiennes et sonnets moraulx. G. Beys, Paris 1587.
- L’Homme, ses dignitez, son franc et libéral arbitre. Buon, Paris 1599.
- Jésus Crist en l’authel et en la croix. T. de La Ruelle, Paris 1607.

### Geschichte
- L’Heureuse et entière victoire, obtenue... sur les ennemis de Dieu à Cran, par le grand, victorieux et catholique prince Philippes Emanuel de Lorraine, duc de Mercoeur et de Peinthièvre. Nantes 1592.
- L’Espagne conquise, par Charles le Grand, roy de France. P. Doriou, Nantes 1597.
- La Paix au très-chrestien et très-victorieux roy de France et de Navarre Henry IIII. Buon, Paris 1598.
- Histoire universelle des guerres du Turc, depuis l’an 1565 jusques à la trefve faicte en l’année 1606. Tome II. R. Fouet, Paris 1608.